# El Ma Labiodh
El Ma Labiodh (în arabă الماء اابيض) este o comună din provincia Tébessa, Algeria.
Populația comunei este de 11.397 de locuitori (2008).